# High Rise (EP)
Pour les articles homonymes, voir High Rise.
 (octobre 2013).
Si vous disposez d'ouvrages ou d'articles de référence ou si vous connaissez des sites web de qualité traitant du thème abordé ici, merci de compléter l'article en donnant les références utiles à sa vérifiabilité et en les liant à la section « Notes et références ».
Albums de Stone Temple Pilots
Stone Temple Pilots
(2010)
Singles
1. Out Of Time
2. Black Heart

High Rise est le premier EP du groupe Stone Temple Pilots avec Chester Bennington (de Linkin Park), il est disponible depuis le 8 octobre 2013 en version CD+DVD et en version CD. L'album est stylisé "Stone Temple Pilots With Chester Bennington" pour cause de conflits judiciaire entre le groupe et Scott Weiland, l'ancien chanteur. À noter que la version CD+DVD est seulement disponible au Japon. Ce DVD contient uniquement un making-of d'une dizaine de minutes seulement du groupe lors de l'enregistrement de l'EP.
Le premier single Out of time est disponible en téléchargement gratuit sur leur site officiel. Une deuxième chanson est également disponible en streaming sur le site IHeartRadio, il s'agit de Black Heart.
Par la suite, Chester a annoncé qu'ils vont continuer à travailler ensemble et sortir plusieurs autres morceaux dans un futur proche.

## Liste des titres
1. Out of Time (3:04)
2. Black Heart (3:10)
3. Same on the Inside (3:16)
4. Cry Cry (3:28)
5. Tomorrow (3:31)

### Single
Out Of Time est le premier single de l'EP High Rise. C'est la première chanson du groupe sans Scott Weiland qui est remplacé par le leader de Linkin Park : Chester Bennington.

## Réception
AllMusic a noté l'EP 3,5/5. Stephen Thomas Erlewine a en effet donné à High Rise un avis favorable. Il cite « Ces chansons sont savamment sculptés, en jouant sur la nature des riffs et des mélodies qui ont fait du groupe les titans du rock alternatif dans les années 90 ». Dans son examen, Sputnikmusic cite qu'avec Bennington au chant, « il est clair que dès le morceau d'ouverture ... que c'est un groupe complètement différent ». Cependant, le site a donné à l'album une "bonne" note de 3/5 et a déclaré que les pistes Same On The Inside et Tomorrow contiennent à la fois les crochets et les riffs qui ont fait de STP un grand groupe a leur début ». AlternativeNation.net a également fait l'éloge de l'album, disant que « High Rise est un bonheur pop rock, et supplie les fans de STP d'accepter les initiatives du groupe vers un territoire plus pop ». la Gazette de Montréal lui a donné un avis mitigé en lui attribuant 2,5 sur 5 étoiles, affirmant que « High Rise nous donne des chansons, reposant sur des basses élastiques que nous avons espérer avec STP. Mais encore une fois, les résultats sont incompatibles. Au fond, High Rise est presque le STP de nos souvenirs ».

## Composition du groupe
- Chester Bennington – chants
- Robert DeLeo – basse, chœurs
- Dean DeLeo – guitare
- Eric Kretz – batterie